# O Mar
El mar (prt/bra: O Mar) é um filme espanhol do género drama, realizado e escrito por Agustí Villaronga, Tony Aloy e Biel Mesquida, com base no romance homónimo de Blai Bonet i Rigo. Foi protagonizado por Roger Casamajor e Bruno Bergonzini. Estreou-se em Espanha a 14 de abril de 2000 e em Portugal a 22 de fevereiro de 2002.

## Sinopse
Manuel e Andreu têm dez anos, quando a Guerra Civil Espanhola chega em Maiorca. É a partir daí que ambos conhecem a crueldade da guerra, quando veem o pai de um de seus amigos ser morto por tiros. Passados dez anos, Manuel e Ramallo com tuberculose encontram-se no sanatório de Caubet, em Maiorca e recuperam a sua amizade.[carece de fontes?]

## Elenco
- Roger Casamajor como Andreu Ramallo
- Bruno Bergonzini como Manuel Tur
- Antònia Torrens como freira Francisca Lluna
- Ángela Molina como Carmen Onaindía
- Simón Andreu como Agustí Alcàntara
- Hernán González como Galindo
- Juli Mira como Don Eugeni Morell
- David Lozano como Manuel Tur
- Nilo Mur como Andreu Ramallo
- Tony Miquel Vanrell como Paul Inglada
- Victoria Verger como Francisca
- Sergi Moreno como Julià Ballester

## Reconhecimentos
| Ano  | Prémios                                        | Categorias                    | Destinatários e nomeados | Resultado | Referências |
| ---- | ---------------------------------------------- | ----------------------------- | ------------------------ | --------- | ----------- |
| 2000 | Festival de Berlim                             | Prémio Manfred Salzgeber      | El mar                   | Venceu    | [ 5 ] [ 6 ] |
| 2000 | Festival de Berlim                             | Urso de Ouro                  | El mar                   | Indicado  | [ 5 ] [ 6 ] |
| 2000 | Prémios Butaca do Teatro e Cinema da Catalunha | Melhor filme catalão          | El mar                   | Venceu    | [ 7 ]       |
| 2000 | Prémios Butaca do Teatro e Cinema da Catalunha | Melhor ator catalão do cinema | Bruno Bergonzini         | Indicado  | [ 7 ]       |
| 2000 | Festival Internacional de Cinema de Chicago    | Hugo de Ouro de melhor filme  | El mar                   | Indicado  | [ 8 ]       |
| 2001 | Prémios Goya                                   | Melhor atriz revelação        | Antònia Torrens          | Indicado  | [ 9 ]       |
| 2001 | Prémios Goya                                   | Melhor direção de fotografia  | Jaume Peracaula          | Indicado  | [ 9 ]       |
| 2001 | Círculo de Escritores Cinematográficos         | Melhor direção de fotografia  | Jaume Peracaula          | Indicado  | [ 10 ]      |